# Třída Osprey
Třída Osprey je třída pobřežních minolovek postavených pro námořnictvo Spojených států amerických. Miny hledají sonarem a likvidují pomocí dálkově řízených podvodních prostředků. Samotné minolovky mají nízkou akustickou a magnetickou stopu (trup je z nemagnetického materiálu). V letech 1993–1999 bylo do služby zařazeno celkem 12 jednotek této třídy. Americké námořnictvo je v letech 2006–2007 vyřadilo a část jich odprodalo do zahraničí. Zahraničními uživateli jsou Řecko, Egypt a Čínská republika. V jejich roli je mají nahradit plavidla nové kategorie Littoral Combat Ship.

## Stavba
Celkem bylo postaveno dvanáct jednotek této třídy. Osm jich postavila loděnice Intermarine USA v Savannah a zbývající čtyři pobočka loděnice Avondale Industries v Gulfportu poblíž New Orleansu.
Jednotky třídy Osprey:
| Jméno                   | Loděnice            | Založení kýlu    | Spuštěna        | Dokončení          | Status |
| ----------------------- | ------------------- | ---------------- | --------------- | ------------------ | --- |
| USS Osprey (MHC-51)     | Intermarine USA     | 16. června 1988  | 23. března 1991 | 20. listopadu 1993 | Vyřazena 15. června 2006.                                                                                               |
| USS Heron (MHC-52)      | Intermarine USA     | 11. října 1989   | 21. března 1992 | 6. srpna 1994      | Od 16. března 2007 provozována řeckým námořnictvem jako Kalipso (M-64). Aktivní.                                        |
| USS Pelican (MHC-53)    | Avondale Industries | 6. června 1991   | 27. února 1993  | 18. listopadu 1995 | Od 16. března 2007 provozována řeckým námořnictvem jako Evniki (M-61). Aktivní.                                         |
| USS Robin (MHC-54)      | Avondale Industries | 2. června 1992   | 11. září 1993   | 11. května 1996    | Vyřazena 15. června 2006.                                                                                               |
| USS Oriole (MHC-55)     | Intermarine USA     | 3. srpna 1991    | 22. května 1993 | 16. září 1995      | Vyřazena 30. června 2006. Dne 10. srpna 2012 převedena námořnictvu Čínské republiky jako Jung-ťing (MSO-1310). Aktivní. |
| USS Kingfisher (MHC-56) | Avondale Industries | 12. února 1993   | 18. června 1994 | 26. října 1996     | Vyřazena 1. prosince 2007.                                                                                              |
| USS Cormorant (MHC-57)  | Avondale Industries | 4. října 1993    | 21. října 1995  | 12. dubna 1997     | Vyřazena 1. prosince 2007.                                                                                              |
| USS Black Hawk (MHC-58) | Intermarine USA     | 3. září 1992     | 27. srpna 1994  | 11. května 1996    | Vyřazena 1. prosince 2007.                                                                                              |
| USS Falcon (MHC-59)     | Intermarine USA     | 1. července 1993 | 3. června 1995  | 8. února 1997      | Vyřazena 30. června 2006. Dne 10. srpna 2012 převedena námořnictvu Čínské republiky jako Jung-an (MSO-1311). Aktivní.   |
| USS Cardinal (MHC-60)   | Intermarine USA     | 13. dubna 1994   | 9. března 1996  | 18. října 1997     | Od 7. ledna 2007 provozována egyptským námořnictvem jako El Seddiq (521). Aktivní.                                      |
| USS Raven (MHC-61)      | Intermarine USA     | 1. dubna 1995    | 28. září 1996   | 5. září 1998       | Od 7. ledna 2007 provozována egyptským námořnictvem jako Farouk (524). Aktivní.                                         |
| USS Shrike (MHC-62)     | Intermarine USA     | 12. září 1995    | 24. května 1997 | 31. května 1999    | Vyřazena 1. prosince 2007.                                                                                              |

## Konstrukce

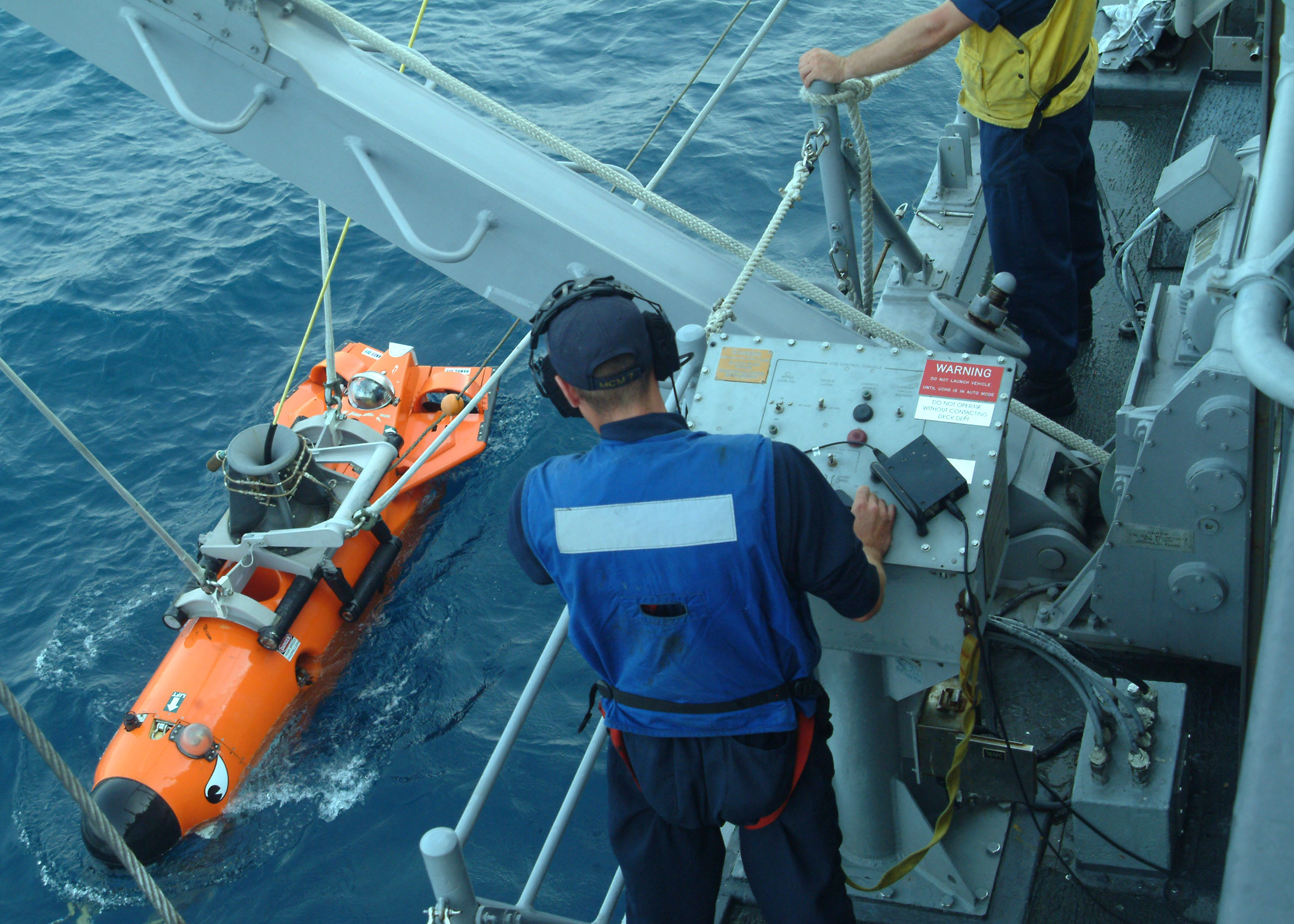
AN/SLQ-48

Konstrukčně je třída odvozena z italských minolovek třídy Lerici. Minolovky mají sklolaminátovou konstrukci a díky tomu jen malou magnetickou stopu. Na palubě nesou sonar typu AN/SQQ-32 a radar typu AN/SPS-64(V)9. Obrannou výzbroj tvoří dva 12,7mm kulomety. K vyhledávání, klasifikaci a ničení min na dně slouží dálkově ovládaný systém AN/SLQ-48. Je vybavený sonarem, televizním systémem, střihačem kabelů a náložemi k ničení min. S minolovkou ho spojuje 1070 metrů dlouhý kabel.  Pohonný systém tvoří dva diesely Isotta Franschini ID 36 SS 8V AM, každý o výkonu 800 hp, pohánějící dva cykloidní pohony Voith-Schneider. Pohonný systém je odhlučněn, aby v blízkosti lodí nevybuchovaly akustické miny. Nejvyšší rychlost dosahuje 12 uzlů a dosah je 1500 námořních mil.